# Niels Dybeck
Niels Ivar Dybeck, född 13 juli 1936 i Stockholm, död 11 april 2003 i Ängelholm, var en svensk skådespelare.

## Biografi
Niels Dybeck är utbildad vid Malmö stadsteaters elevskola 1959–1962. Bland elevkamraterna märks Axelle Axell, Marianne Wesén, Fred Gunnarsson, Owe Stefansson och Lars Passgård. Den sista kullen elever som kom in under teaterchefen Lars-Levi Laestadius och regissör Ingmar Bergmans regim. Dybeck stannade på stadsteatern i Malmö till 1972 och framträdde i en rad roller. Bland uppsättningar kan nämnas Arnold Weskers Prima liv 1964 och Mart Crowleys Oss pojkar emellan (The Boys in the Band) 1970. Teaterchefen Gösta Folke såg behovet av en pjäs om homosexuella män långt innan synliggörandet var ett faktum. 
Dybeck uppmärksammades 1973 för rollen som Gary i Allan Edwalls pjäs Tjena Gary som turnerade runt Sverige med Riksteatern. Två år senare var det dags för Herr Peachum i Bertolt Brechts Tolvskillingsoperan, också det på turné med Riksteatern.
Han arbetade under många år på Stockholms Stadsteater, där han medverkade i en lång rad uppsättningar bl.a. Möss och människor, Ett dockhem och Finns det tigrar i Kongo. Han spelade i musikaler på privatteatrarna bl.a. Tolvskillingsoperan, Cabaret, Fantasticks och Sound of Music.
Dybeck filmdebuterade 1960 i Alf Sjöbergs Domaren, och han kom att medverka i över 45 film- och TV-produktioner, bland annat Dubbelstötarna, Kråsnålen och Tre kärlekar. Han blev mest känd för roller som den buttre men hygglige fastighetsskötaren Sten i TV-serien Goda grannar på 1980-talet och som kriminalkommissarie Max Falck i Jakten på en mördare 1999.
Vid sidan om skådespelaryrket var Dybeck engagerad i människorättsfrågor och reste till Nordamerika för att träffa representanter för ursprungsbefolkningen där. 
Niels Dybeck är begravd på Lidingö kyrkogård.

## Filmografi
- 1960 – Domaren
- 1963 – Dronningens vagtmester
- 1966 – Andersson, Pettersson och Lundström
- 1967 – Kärlek 1-1000
- 1968 – Utan en tråd
- 1968 – Slättemölla by (TV-serie)
- 1969 – Se dig om i vrede
- 1970 – Den yttersta dagen
- 1971 – Broster Broster (TV-serie)
- 1978 – Streber
- 1979 – Den nya människan
- 1979 – Godnatt, jord (TV-serie)
- 1980 – Lämna mej inte ensam
- 1980 – Lycka till (TV-serie)
- 1980 – Dubbelstötarna (TV-serie)
- 1980 – Jackpot
- 1981 – Hans Christian och sällskapet
- 1981 – Scener från ett radhusområde
- 1982 – Dom unga örnarna
- 1982 – Zoombie
- 1983 – Limpan
- 1983 – Distrikt 5 (TV-serie)
- 1984 – Sömnen
- 1985 – Svindlande affärer
- 1985 – Examen
- 1985 – Korset (TV-serie)
- 1985 – Nya Dagbladet (TV-serie)
- 1986 – Studierektorns sista strid
- 1986 – I lagens namn
- 1986 – Fläskfarmen
- 1986 – Kunglig toilette
- 1986 – Femte generationen (TV-serie)
- 1987–1988 – Goda grannar (TV-serie)
- 1988 – Kråsnålen (TV-serie)
- 1991 – Tre kärlekar (TV-serie)
- 1993 – Snoken (TV-serie)
- 1996 – Stengrunden
- 1998 – Hamilton
- 1998 – Beck – Öga för öga
- 1998 – Ivar Kreuger (TV-serie)
- 1999 – Jakten på en mördare (TV-serie)
- 1999 – OP7 (TV-serie)
- 2000 – Nya tider (TV-serie)
- 2000 – Miraklernas man
- 2000 – Före stormen
- 2000 – Dinosaurier
- 2001 – Hamilton (TV-serie)
- 2003 – Talismanen (TV-serie)
- 2035 – Stall-Erik och snapphanarna

## Teater (ej komplett)

### Roller
| År   | Roll                                     | Produktion | Regi            | Teater                   |
| ---- | ---------------------------------------- | --- | --------------- | ------------------------ |
| 1959 | En annan pojke Jochum En lakej En käring | Den politiske kannstöparen (Den Politiske Kandestøber) Ludvig Holberg | Rune Carlsten   | Dramaten/ Folkan         |
| 1962 | Ede                                      | Tolvskillingsoperan (Die Dreigroschenoper) Bertolt Brecht och Kurt Weill | Gösta Folke     | Malmö stadsteater        |
| 1963 |                                          | Den inbillade sjuke (Le Malade imaginaire) Molière | Hans Abramson   | Malmö stadsteater        |
| 1964 |                                          | Mästerdetektiven Blomkvist på nya äventyr Astrid Lindgren | Jan Lewin       | Malmö stadsteater        |
| 1965 |                                          | Lyckliga draken (Le Drame du Fukuryu-Maru) Gabriel Cousin | Josef Halfen    | Malmö stadsteater        |
| 1965 |                                          | Karmelitersystrarna (Dialogues des Carmélites) Georges Bernanos | Andris Blekte   | Malmö stadsteater        |
| 1965 |                                          | Djävulens följe (The Devils) John Whiting | Lennart Olsson  | Malmö stadsteater        |
| 1966 |                                          | Mordet på Marat (Die Verfolgung und Ermordung Jean Paul Marats, dargestellt durch die Schauspielgruppe des Hospizes zu Charenton unter Anleitung des Herrn de Sade) Peter Weiss | Jan Lewin       | Malmö stadsteater        |
| 1967 |                                          | Klas Klättermus (Klatremus og de andre dyrene i Hakkebakkeskogen) Thorbjørn Egner                                                                                               | Per Siwe        | Malmö stadsteater        |
| 1967 | Georg Bamberger                          | Komedi i mörker (Black Comedy) Peter Shaffer | Per Siwe        | Malmö stadsteater        |
| 1969 |                                          | Drömmen om Amerika Joe Hill | Lennart Olsson  | Malmö stadsteater        |
| 1970 |                                          | Oss pojkar emellan (The Boys in the Band) Mart Crowley | Pierre Fränckel | Malmö stadsteater        |
| 1970 |                                          | Tolvskillingsoperan (Die Dreigroschenoper) Bertolt Brecht och Kurt Weill | Lennart Olsson  | Malmö stadsteater        |
| 1981 | Theramenes                               | Förmörkelsen - till Fedra Per Olov Enquist | Lennart Olsson  | Malmö stadsteater        |
| 1985 | Häradshövdingen                          | Herr Puntila och hans dräng Matti (Herr Puntila und sein Knecht Matti) Bertolt Brecht                                                                                           | Fred Hjelm      | Stockholms stadsteater   |
| 1986 | Lord                                     | Perikles (Pericles, Prince of Tyre) William Shakespeare | Eva Ultz        | Stockholms stadsteater   |
| 1987 | Doktor Ferguson                          | Chang Eng Göran Tunström | Henric Holmberg | Stockholms stadsteater   |
| 1995 |                                          | Sound of Music Richard Rodgers och Oscar Hammerstein II | Trond Lie       | Göta Lejon               |
| 2001 | Chesswick                                | Gökboet (One Flew Over the Cuckoo's Nest) Dale Wasserman | Göran Stangertz | Helsingborgs stadsteater |

## Radioteater

### Roller
| År   | Roll     | Produktion                              | Regi           |
| ---- | -------- | --------------------------------------- | -------------- |
| 1965 | En dräng | Den försvunne disponenten Folke Mellvig | Lennart Olsson |